# Jabuticaba-café
A jabuticaba-café, jabuticaba-de-cabinho, jabuticaba-de-penca ou jabuticaba-preta (Myrciaria trunciflora O. Berg) é uma árvore frutífera brasileira nativa da Mata Atlântica e da submata dos pinhais.
É muito cultivada nos pomares do Brasil.

## Características
Árvore semidecídua com até 8 m de altura, tem ramos pendentes.
As folhas finas chegam até 5 cm de comprimento.
As flores formam racemos sobre o tronco e ramos, e se formam na primavera e verão.
Os frutos pequenos têm sabor que lembra o dos frutos do café.

## Ocorrência
Argentina, Paraguai e Brasil, nos estados de Minas Gerais, São Paulo, Rio de Janeiro, Paraná, Santa Catarina e Rio Grande do Sul.

## Usos
Os frutos são consumidos "in natura" ou em geléias.